# Thereuopodina adjutrix
Thereuopodina adjutrix är en mångfotingart som beskrevs av Karl Wilhelm Verhoeff 1936. Thereuopodina adjutrix ingår i släktet Thereuopodina och familjen spindelfotingar. Inga underarter finns listade i Catalogue of Life.